# Sesamum indicum
Il sesamo (Sesamum indicum L.) è una pianta erbacea della famiglia Pedaliaceae, originaria del subcontinente indiano, i cui semi sono utilizzati nell'alimentazione umana.

## Descrizione
È una pianta annuale che raggiunge i 50 (massimo 100) cm di altezza con foglie lanceolate anche molto lunghe. I fiori sono bianchi e tubolari lunghi dai 3 ai 5 cm. I semi sono piccoli, bianchi o neri, a seconda delle varietà.

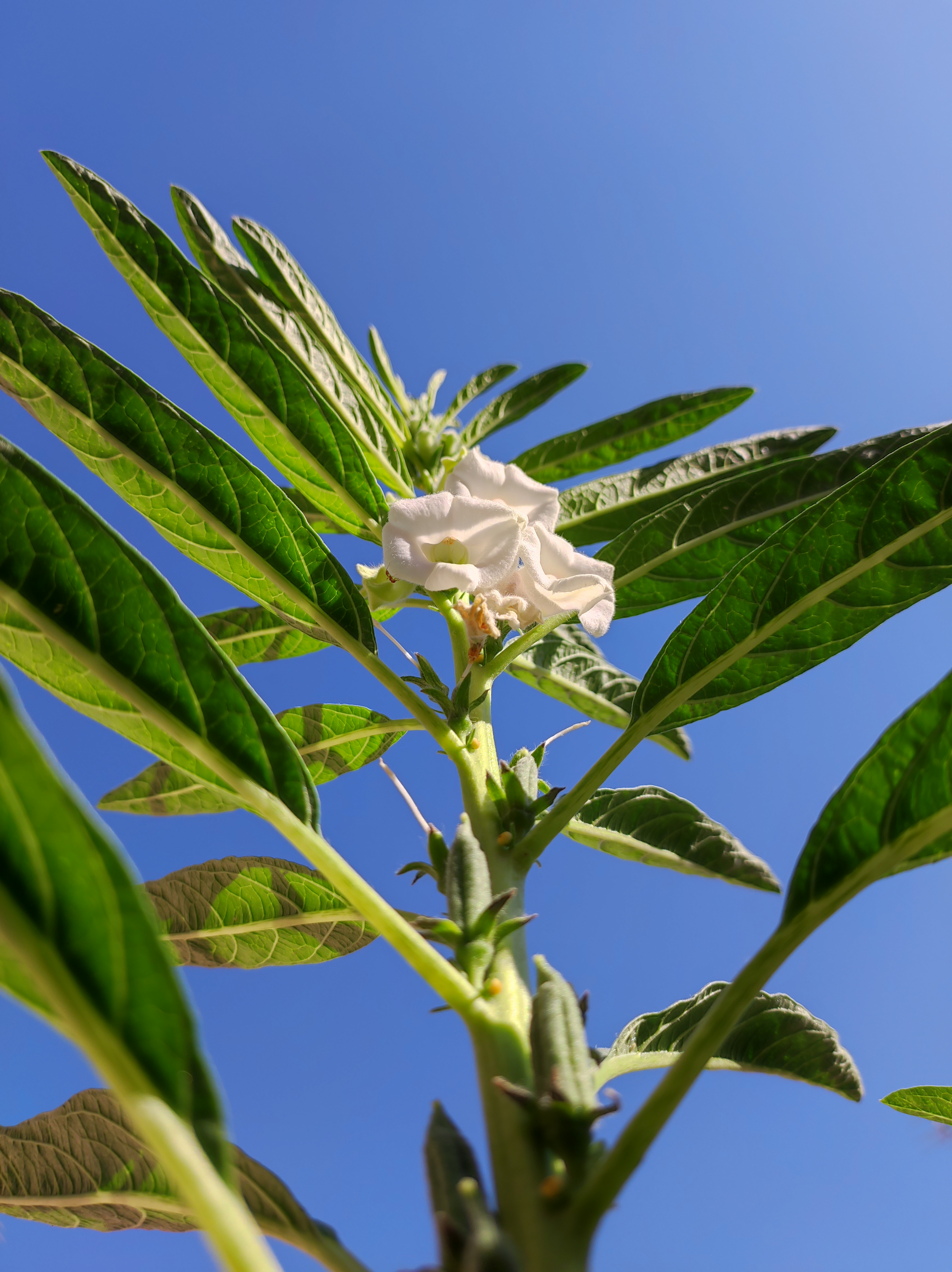
Foglie e fiori
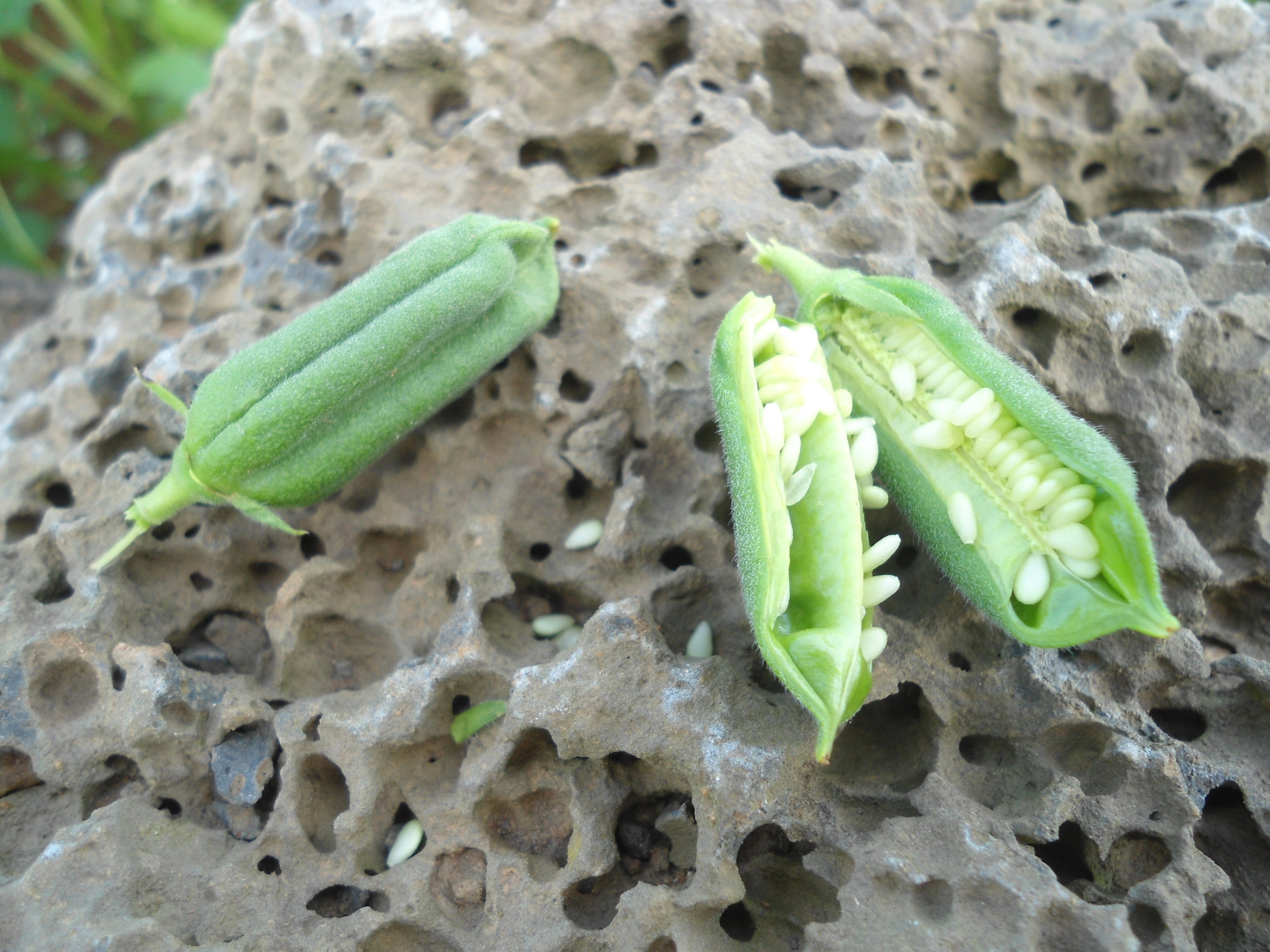
Frutti
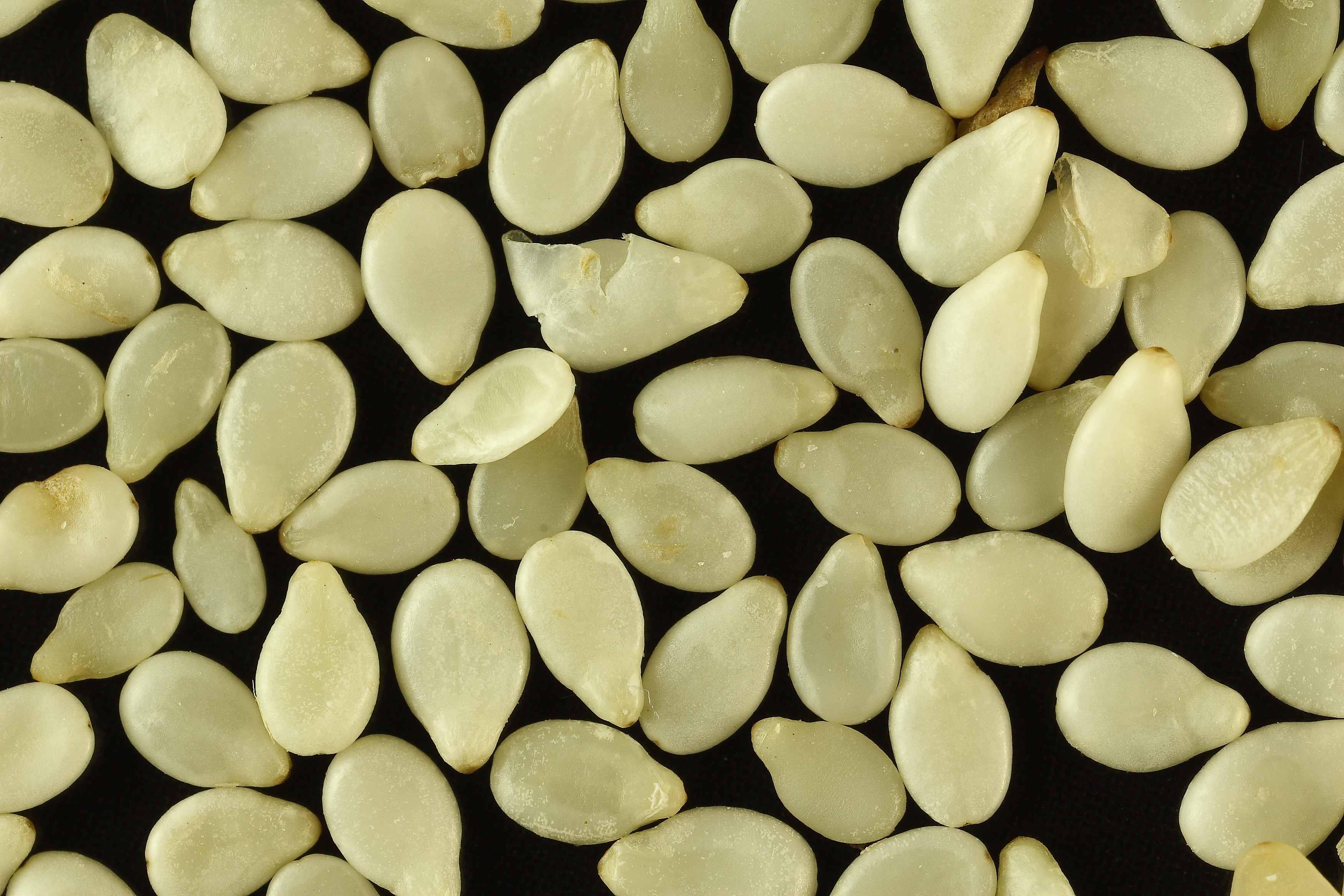
Semi

## Trattamento
I semi di sesamo vengono conservati essiccati o tostati; a seconda del trattamento i semini appariranno di colore più chiaro o con tonalità più scura. Il sesamo non contiene glutine e quindi può essere usato per la preparazione di alimenti per celiaci.
I semi di sesamo sono ricchi di olio. L'olio di sesamo viene estratto e usato a scopi industriali; in alcune nazioni dell'Asia (Giappone, Corea, Cina, India) è usato anche per l'alimentazione umana.

## Sesamo bianco
Il sesamo bianco consiste di semi di alcune varietà chiare, semplicemente essiccati.

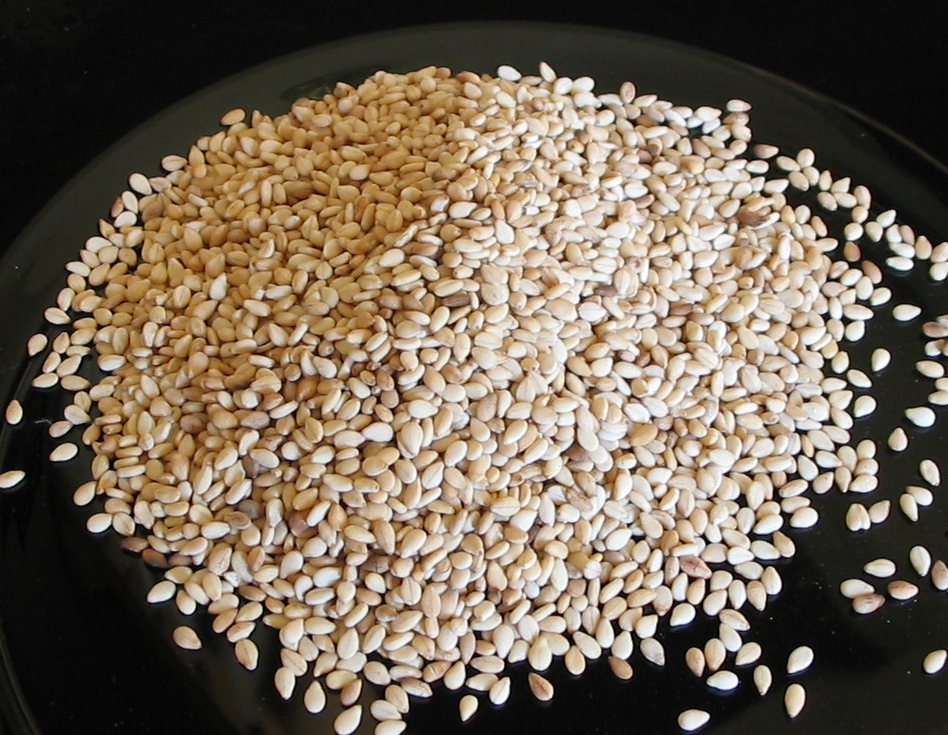
Semi di S. indicum

- In Sicilia il sesamo (chiamato "giuggiulena o ciminu") viene aggiunto al pane e si usa per produrre una varietà di croccante.

Ispica conserva una produzione antica, introdotta in Sicilia al tempo della dominazione araba, di sesamo. La varietà ispicana ha un seme di piccole dimensioni, colore ambrato e sapore intenso. Si semina tra aprile e maggio e si raccoglie tra fine agosto e settembre. La raccolta è il momento più delicato. Si realizza con una mietitura manuale, quando le piante variano di colore e prima che le capsule si aprano naturalmente lasciando cadere i semi. Le piante sono lasciate asciugare al sole e poi battute. I semi devono essere puliti attraverso l’uso di speciali crivelli: un’operazione delicata, che richiede grande esperienza. Nella tradizione siciliana, il sesamo è un ingrediente importante: si trova nella ricetta di pani, biscotti e insaporisce molte portate. In particolare, il sesamo di Ispica si usa per preparare la cobaita (o giuggiulena), il torrone delle feste, a base di miele, zucchero e sesamo, con possibili aggiunte di scorza di agrumi e mandorle. Il sesamo di Ispica è stato riconosciuto presidio Slow Food a partire dal 2016.
- Nella cucina coreana i semi si utilizzano per preparare piatti tipici, come il bulgogi e il sannakji.
- Dai semi, inoltre, si ricava la tahina[5], condimento tipico della cucina mediorientale.
- Esso ha un alto valore energetico, pari a 568 kcal per 100 g di prodotto.[6]

## Sesamo nero
Il sesamo nero è il seme tipico di alcune varietà a seme scuro, il termine è usato per diverse varietà.
I semi, soprattutto del sesamo nero, possono o meno essere tostati, a seconda degli usi.
Il sesamo scuro ha un sapore più intenso e oleoso del sesamo bianco. È usato quasi esclusivamente nelle cucine dell'estremo oriente, perciò è poco conosciuto in Europa fatta eccezione per la cucina greco-turca (è conosciuto come shamar o mavro, dal greco μαύρο che significa, appunto, nero), dove lo si può trovare mescolato al sesamo bianco per guarnire il pane.
Il sesamo nero è un ingrediente importante di molte ricette cinesi e giapponesi:
- Semi di sesamo nero, soli o mescolati con sesamo bianco, possono essere utilizzati per formare la crosta esterna del sushi uramaki.
- La zuppa dolce di sesamo nero è un piatto cantonese molto popolare insieme con i rotolini di gelatina di sesamo nero.

## Credenze religiose
Anticamente in India era prevista un'offerta di quattro vasi di sesamo nero nelle cerimonie funebri; tale offerta avrebbe favorito il passaggio del defunto nell'aldilà. Ancora oggi i semi di sesamo (sia bianco, sia nero) sono considerati un simbolo di immortalità e profondamente legati ai culti sacri.

## Produzione
| Produzione in tonnellate di semi di sesamo. Dati 2004-2005 Dati FAO - dal database FAO consultato il 14 novembre 2006 Archiviato il 17 gennaio 2011 in Internet Archive. |              |       |              |       |
| Cina | 704 458,00   | 22 %  | 725 470,00   | 22 %  |
| India | 680 000,00   | 21 %  | 680 000,00   | 21 %  |
| Birmania | 550 000,00   | 17 %  | 550 000,00   | 17 %  |
| Sudan | 300 000,00   | 9 %   | 300 000,00   | 9 %   |
| Uganda | 110 000,00   | 3 %   | 110 000,00   | 3 %   |
| Niger | 75 000,00    | 2 %   | 75 000,00    | 2 %   |
| Bangladesh | 49 000,00    | 2 %   | 50 000,00    | 2 %   |
| Rep. Centrafricana | 42 800,00    | 1 %   | 42 800,00    | 1 %   |
| Thailandia | 41 000,00    | 1 %   | 42 000,00    | 1 %   |
| Tanzania | 41 000,00    | 1 %   | 41 000,00    | 1 %   |
| Egitto | 37 382,00    | 1 %   | 37 000,00    | 1 %   |
| Guatemala | 35 049,00    | 1 %   | 35 049,00    | 1 %   |
| Messico | 33 100,00    | 1 %   | 35 000,00    | 1 %   |
| Ciad | 35 000,00    | 1 %   | 35 000,00    | 1 %   |
| Paraguay | 34 000,00    | 1 %   | 33 300,00    | 1 %   |
| Altri paesi | 478 390,00   | 15 %  | 434 760,00   | 13 %  |
| Totale | 3 246 179,00 | 100 % | 3 226 379,00 | 100 % |

## Medicina
Il sesamo, a causa della presenza di alcune proteine (Bet v1, Ses I1, Ses I2 e Ses I3), può essere causa di allergia alimentare.
Delle ricerche mostrano un aumento di allergie a queste sostanze nell'Occidente, in certi casi triplicate nel giro di una decina di anni.